# Iskrzyczyn
Iskrzyczyn is een plaats in het Poolse district  Cieszyński, woiwodschap Silezië. De plaats maakt deel uit van de gemeente Dębowiec en telt 612 inwoners.